# Banksia spinulosa
Banksia spinulosa är en tvåhjärtbladig växtart som beskrevs av James Edward Smith. Banksia spinulosa ingår i släktet Banksia och familjen Proteaceae.

## Underarter
Arten delas in i följande underarter:
- B. s. collina
- B. s. cunninghamii